# Treigny-Perreuse-Sainte-Colombe
Treigny-Perreuse-Sainte-Colombe es una comuna nueva francesa situada en el departamento de Yonne, de la región de Borgoña-Franco Condado.

## Historia
Fue creada el 1 de enero de 2019, en aplicación de una resolución del prefecto de Yonne de 28 de diciembre de 2018 con la unión de las comunas de Perreuse, Sainte-Colombe-sur-Loing y Treigny, pasando a estar el ayuntamiento en la antigua comuna de Treigny.

## Demografía
| Gráfica de evolución demográfica de Treigny-Perreuse-Sainte-Colombe entre 2011 y 2022 |
|                                                                                       |
| Datos según el nomenclátor publicado por el INSEE.                                    |

## Composición
| Comuna delegada          | Código INSEE | Población (2016) | Superficie (km²) | Densidad (hab./km²) |
| ------------------------ | ------------ | ---------------- | ---------------- | ------------------- |
| Perreuse                 | 89420        | 63               | -                | -                   |
| Sainte-Colombe-sur-Loing | 89340        | 201              | 14.76            | 14                  |
| Treigny                  | 89420        | 806              | 52.7             | 15                  |